# 엘더 스크롤
《엘더 스크롤》(The Elder Scrolls)은 베데스다 게임 스튜디오가 개발하고 베데스다 소프트웍스가 유통하는 액션 롤플레잉 게임 시리즈이다.

## 배경 설정
《엘더 스크롤》 시리즈의 배경은 전세계의 각 문화권(중세 유럽, 고대 로마, 북유럽, 일본 등)에서 여러 요소를 차용해 뒤섞은 하이 판타지이다. 많은 하이 판타지가 그렇듯, 엘더스크롤 시리즈의 게임들은 어떤 거대한 악에 대항하는 투쟁을 주제로 하고 있다. 엘더스크롤 시리즈에는 많은 종족들이 등장하며, 다른 판타지에도 흔히 등장하는 종족(인간, 엘프)부터 이질적인 존재(아르고니안이나 카짓 등의 수인), 그리고 설정상 이미 예전에 멸망한 종족(다른 판타지의 드워프에 해당하는 드웨머 등)까지 다양하다. 각종 마술과 주술이 존재하며, 신화의 생명체들과 여러 정치 파벌들, 중세풍의 성곽도시와 요새 등 온갖 요소가 존재한다. 엘더스크롤 시리즈를 지탱하는 주요한 존재가 바로 방대하고 상세한 설정(lore)으로, 이러한 설정들은 게임 속 세계 곳곳에 산재하는 수천 권의 책들을 읽음으로써 확인해 볼 수 있다.
《엘더 스크롤》 시리즈의 주요 배경은 넌(Nirn) 행성에 위치한 탐리엘(Tamriel) 대륙이다. 넌 행성에는 탐리엘 말고도 아카비르(Akavir), 요쿠다(Yokuda), 아트모라(Atmora) 대륙이 있으며, 넌 행성을 비롯한 필멸자들의 차원을 문두스(Mundus)라고 하고, 이와 대비되는 불멸자들의 차원을 오블리비언(Oblivion)이라고 한다. 다만 아카비르, 요쿠다, 아트모라는 지금까지 게임의 배경으로 사용된 적이 없다.
탐리엘 대륙은 9개의 지역으로 나뉘며, 각각의 지역을 서로 다른 종족들이 점유하고 있다. 중앙의 시로딜(Cyrodiil)은 임페리얼, 서부의 해머펠(Hammerfell)은 레드가드, 북부의 스카이림(Skyrim)은 노르드, 동부의 모로윈드(Morrowind)는 던머, 남부의 엘스웨어(Elsweyr)는 카짓, 북서부의 하이락(High Rock)은 브레튼, 동남부의 블랙마시(Black Marsh)는 아르고니안, 서남부의 발렌우드(Vallenwood)는 보스머, 대륙에서 떨어진 서머셋 제도(Summerset Isle)는 알트머가 점유하고 있다. 또한 열 번째 종족인 오시머는 탐리엘 곳곳에 흩어져 있으며, 하이락의 산악지대에 있는 오르시니움(Orsinium)에 특히 많이 모여 산다.
시리즈의 최근작인 《엘더스크롤 5: 스카이림》 현재의 탐리엘 대륙의 정치적 상황(4시대 201년)은 혼란을 거듭하고 있다. 《엘더스크롤 4: 오블리비언》에서 발생한 오블리비언 사태로 인해 제3제국이 붕괴했고, 이후 제4제국은 하이락, 스카이림, 그리고 수도 지방인 시로딜에 대한 영유권만을 행사하고 있으며, 블랙마시, 해머펠, 모로윈드는 제국에서 사실상 독립했다. 한편 모로윈드는 거대화산 "레드 마운틴"이 분화하여 쑥대밭이 되었고, 서머셋 제도와 발렌우드를 점유한 알드머리 자치령, 소위 "탈모어"가 제국을 위협하는 수준으로 성장했다. 제국은 탈모어의 침입을 막아냈으나 최종적으로는 탈모어 측의 요구를 들어주면서 평화조약을 맺어야 했다. 이때 탈모어의 요구에 따라 탈로스 신 숭배를 금지함으로써 탈로스 숭배가 널리 퍼져있는 북부 스카이림 지방에서 제국에서 독립하려는 스톰클록(Stormcloacks) 반군이 흥기하여 내전이 발발한다.